# Fiodor Jefticzew
Fiodor Adrianowicz Jefticzew (ros. Фёдор Адрианович Евтищев, ur. 1868 w Petersburgu, Imperium Rosyjskie, zm. 31 stycznia 1904 w Salonikach, Imperium Osmańskie) – rosyjski artysta cyrkowy, znany z powodu nadmiernie owłosionego ciała.

## Biografia
Urodzony w Petersburgu w 1868 roku, Fiodor Jefticzew odziedziczył po swym ojcu, Adrianie Jefticzewie, hipertrichozę. Adrian Jefticzew uważał, że swoją przypadłość zawdzięczał temu, że został zaklęty przez Diabła i jako gorliwy prawosławny przeznaczał swoją wypłatę na modlitwy.
On i jego nieślubny syn Fiodor zostali odkryci w Petersburgu przez francuskich agentów cyrkowych i podróżując po Europie w latach 1872–1874 jako Dzicy Ludzie z Kostromskich Lasów, stali się sensacją w Europie. Wzbudzili zainteresowanie antropologów ciekawych tego, czy mają do czynienia z brakującym ogniwem. Adrian był przedstawiany jako dziecko wiejskiej dziewczyny i niedźwiedzia. Według historii ich agenta, obaj żyli w jaskini odżywiając się wyłącznie jagodami, dopóki nie zostali tam odkryci i złapani przez myśliwych z Kostromy.
Adrian będąc prostym chłopem ze skłonnością do alkoholu i trudnością do przyswajania obcych języków, był wiarygodny jako dzikus niezdolny do ucywilizowania. O ile Adrian przerażał swym wyglądem i prymitywnym zachowaniem, tak Fiodor ujmował ich swoją ufną naturą i ogładą, a także wykazywał większą zdolność do uczenia się.
W 1874 roku obydwaj wrócili do Petersburga, gdzie Adrian zmarł z powodu choroby alkoholowej. Fiodor pod nazwiskiem Theodore Petroff występował w pokazach dziwolągów jako Jo-Jo, Chłopiec o Psiej Twarzy (ang. Jo-Jo the Dog-Faced Boy). W tychże pokazach jego agent, Nicholas Forster, przedstawiał tę samą historię co w latach 1872–1874, z tą różnicą, że jego ojciec wkrótce po złapaniu i transporcie do cywilizacji zmarł, zaś on sam udał się do szkoły, gdzie nauczył się angielskiego i rosyjskiego oraz otrzymał imię Jo-Jo od pierwszych wypowiedzianych słów. Czasami pokazywano go w otoczeniu ludzi objętych także hipertrichozą i niektórzy z nich jako jego ojciec.
W 1884 roku podczas pokazu w Berlinie został zaproszony przez Maxa Bartelsa i Rudolfa Virchowa do prezentacji stowarzyszeniu Berliner Anthropologische Gesellschaft. W tym samym roku w Liverpoolu został dostrzeżony przez jednego z agentów przedsiębiorcy cyrkowego P.T. Barnuma i wkrótce zawarł umowę z Barnum and Bailey’s Circus, umożliwiającą mu wyjazd do Stanów Zjednoczonych.
W amerykańskich pokazach był przedstawiany jako „Najbardziej zdumiewający wzór ze wszystkich cudów zapewnianych przez P. T. Barnuma od ponad 50 lat” (oryg. The most prodigious paragon of all prodigies secured by P. T. Barnum in over 50 years). Był ubierany w rosyjski mundur wojskowy.  Barnum wymyślił historię, wedle której Jo-Jo i jego ojciec zostali wytropieni przez myśliwego w rosyjskich lasach. Jego zdziczały ojciec został zastrzelony w samoobronie, zaś Jo-Jo został przygarnięty i poddany socjalizacji, zachowując swoje „dzikie” cechy. Barnum wpadł na pomysł, żeby prezentować Fiodora jako chłopca-psa, który zachowuje się jak pies i wydaje psie odgłosy.
Występował do końca życia w cyrku Barnuma, gdzie był jednym z najlepiej opłacanych pracowników. Zmarł w Salonikach na zapalenie płuc 31 stycznia 1904 roku.
Fiodor mówił biegle po francusku, niemiecku i angielsku.

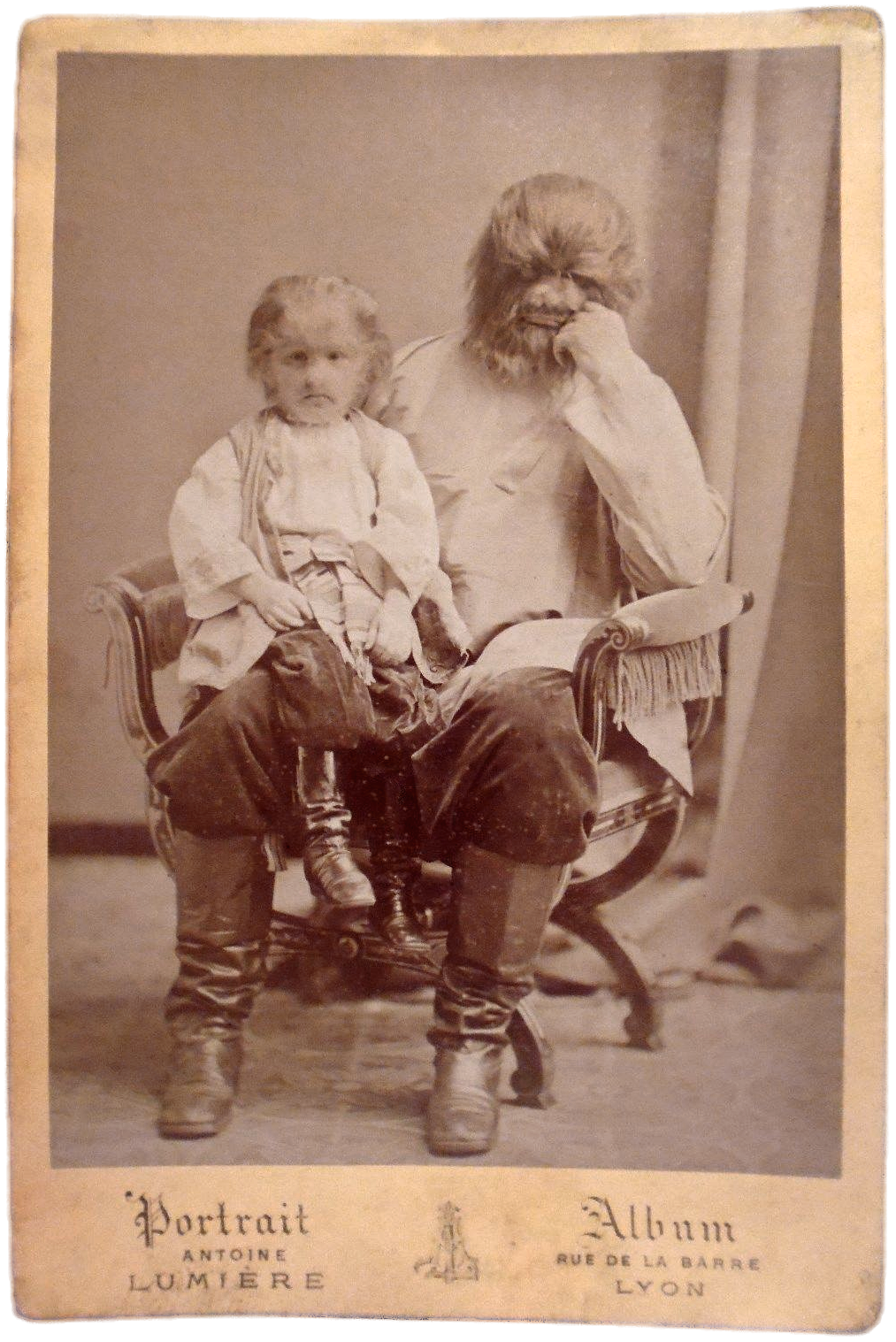
Fiodor Jefticzew wraz z ojcem Adrianem
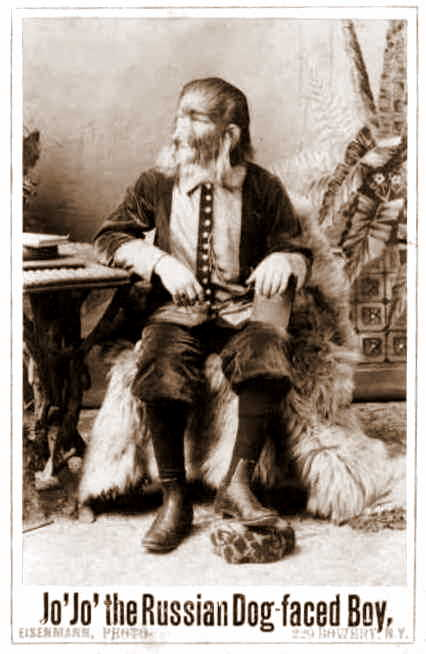
Fiodor Jefticzew jako Jo-Jo w ok. 1904 roku
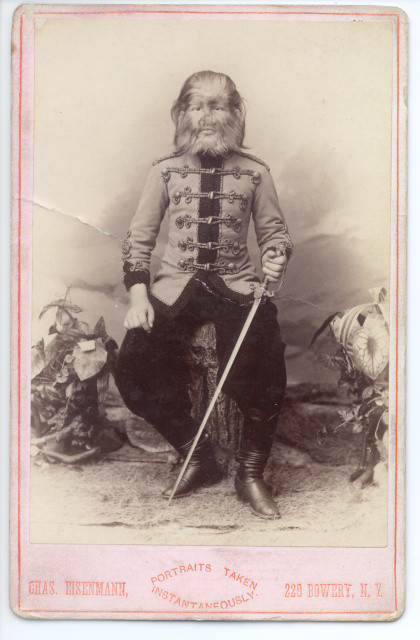
Fiodor Jefticzew w 1884 roku
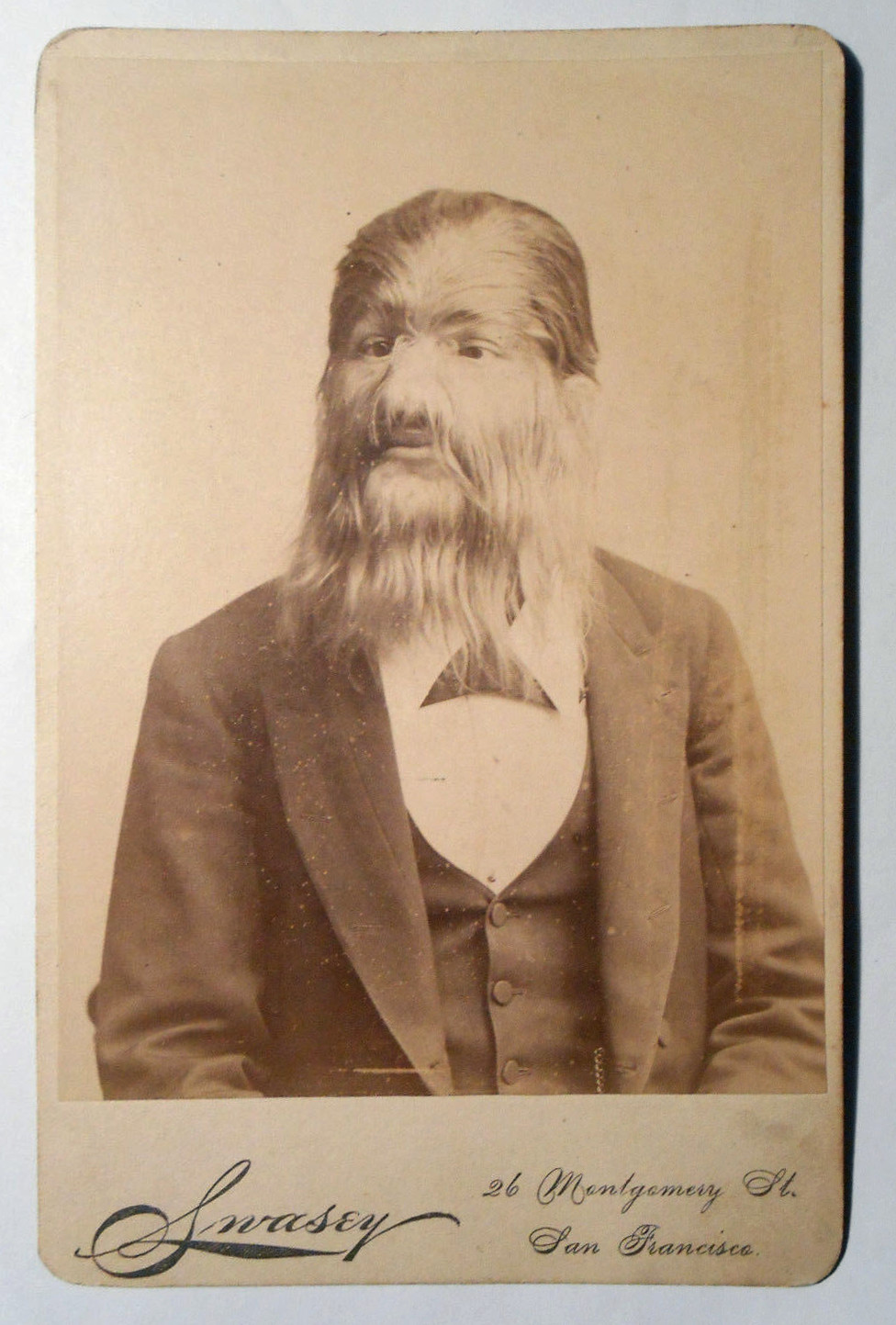
Fiodor Jefitczew w 1886 roku